# Pat O'Connor (fútbol americano)
Patrick Joseph O'Connor (Chicago, Illinois, 1 de noviembre de 1993), más conocido como Pat O'Connor, es un jugador profesional estadounidense de fútbol americano que se desempeña en la posición de defensive end en Detroit Lions, equipo de la National Football League (NFL).

## Carrera
Fue seleccionado en la séptima ronda en la Reunión Anual de Selección de Jugadores de la NFL de 2017. Hizo su debut profesional con el equipo Tampa Bay Buccaneers, en el cual jugó seis temporadas (2017-2018, 2019-2024), posteriormente pasó a Detroit Lions, donde lleva jugando una temporada.